# Univerza v Novi Gorici
Univerza v Novi Gorici – uniwersytet słoweński założony w 1995 roku, wówczas pod nazwą Fakulteta za znanosti o okolju. 
Budynki uczelni zlokalizowane są w trzech miejscowościach: Rožna Dolina, Ajdovščina i Gorizia (Włochy). Funkcję rektora pełni Danilo Zavrtanik.
W 2015 odznaczona Orderem za Zasługi.